# Ingela Ericsson
Ingela Linnéa Ericsson, po mężu Nordenberg (ur. 27 września 1968 w Nyköping) – szwedzka kajakarka, brązowa medalistka olimpijska z Atlanty.
Zawody w 1996 były jej pierwszymi igrzyskami olimpijskimi. Po medal sięgnęła w czwórce na dystansie 500 metrów. Osadę tworzyły również Agneta Andersson, Anna Olsson i Susanne Rosenqvist. Brała udział w igrzyskach w 2000. Zdobyła cztery medale mistrzostw świata w kajakowych czwórkach, brąz na dystansie 500 metrów w 1994 oraz srebro (1998) i dwukrotnie brąz (1995 i 1997) na dystansie 200 metrów.